# Stigmacros striata
Stigmacros striata är en myrart som beskrevs av Mcareavey 1957. Stigmacros striata ingår i släktet Stigmacros och familjen myror. Inga underarter finns listade i Catalogue of Life.